# 円より子
円 より子（円 順子、まどか よりこ、戸籍名：山﨑 順子（やまざき よりこ）、1947年（昭和22年）2月10日 – ）は、日本の政治家。国民民主党所属の衆議院議員（1期）。
参議院議員（3期）、女性初の参議院財政金融委員長（歴代女性唯一）、民主党副代表、民主党東京都総支部連合会会長、NC防災担当大臣、NC財務大臣などを歴任した。

## 経歴
神奈川県横須賀市生まれ。東京都在住。香川県立高松高等学校から東京都立大泉高等学校に転入し、津田塾大学学芸学部英文学科卒業。ジャパンタイムズ編集局勤務を経て、フリージャーナリスト・作家として活動。
1979年、現代家族問題研究所を開設。代表に就任。3月、「ニコニコ離婚講座」を開設。1981年、ハンド・イン・ハンドの会（離婚女性を支援する会）を結成、代表に就任。
1989年、エコロジーを掲げる政党「ちきゅうクラブ」の推薦人となる。

### 政歴
- 1992年
  - 6月5日 - 日本新党を立ち上げた細川護熙から第16回参議院議員通常選挙への出馬を打診される[5]。
  - 7月26日 - 第16回参議院議員通常選挙の比例区に日本新党公認で立候補。同党の比例区当選は4名。円は7位だったため落選。
  - 9月 - 日本新党機関紙コムネット編集長に就任。
- 1993年
  - 2月 - 女性のための政治スクールを設立。事務局長に就任した。
  - 6月 - 党組織委員長・衆院選選対本部長に就任。
  - 7月4日 - 衆院選に前年の参院選で初当選した細川護熙と小池百合子が立候補し失職。
  - 7月16日 - 前年の参院選比例区5位の松崎哲久は日本新党から除名されていたため、6位の小島慶三と7位の円が参議院議員に繰り上げ当選した[6]。
- 1994年12月9日 - 日本新党解党、新進党結成に参画（12月10日）。
- 1997年12月22日 - 新進党離党記者会見。フロム・ファイブ（細川護熙ら）結成に参画。
- 1998年 - フロム・ファイブ解散、民政党を経て民主党結成（4月27日）に参画。第18回参議院議員通常選挙に民主党公認で比例区から出馬し、再選。
- 1999年 - 児童買春児童ポルノ禁止法成立に尽力。盗聴法対策委員会事務局長、法務委員会野党筆頭理事として盗聴法成立阻止に尽力。8月11日、史上初の本会議での3時間のフィリバスター挙行。10月、議院運営委員会理事、図書運営小委員会委員長就任。
- 2000年 - 国会対策委員会委員長代理就任。
- 2001年1月 - 予算委員会理事就任、参議院政策審議会長就任。
- 2002年10月 - 第4次鳩山ネクストキャビネットで財務大臣就任[3]。12月、民主党副代表に就任。
- 2003年 - 都知事選での樋口恵子擁立に尽力する。しかし樋口は石原慎太郎に敗れ、落選。民主党副代表に就任。
- 2004年5月 - 女性初の参議院財政金融委員会委員長に就任。第20回参議院議員通常選挙で3選。9月、第2次岡田ネクストキャビネットで国家公安委員会委員長・沖縄及び北方対策担当大臣・防災担当大臣等に就任[2]、中越地震募金開始。
- 2005年 - 党参議院議員団副会長に就任。8月、被災者生活再建支援法提出。
- 2006年 - 党副代表再任、党東京都総支部連合会会長、参議院厚生労働委員会筆頭理事、女性のための政治スクール校長に就任。
- 2007年 - 都知事選での浅野史郎擁立に尽力する。しかし浅野も石原慎太郎に敗れ、落選。
- 2008年 - 参議院国家基本政策委員会幹事、財政金融委員会筆頭理事に就任。
- 2009年 - 参議院財政金融委員会委員長に再任。
- 2010年 - 第22回参議院議員通常選挙に4選を目指し、比例区から出馬したが落選。
- 2012年 - 第46回衆議院議員総選挙に東京8区から出馬するが自由民主党の石原伸晃に惨敗、比例復活も出来なかった[7]。
- 2013年 - 第23回参議院議員通常選挙に比例区から出馬するも、個人得票は同党候補20人中15位に終わり落選[8]。
- 2014年 - 第47回衆議院議員総選挙に東京8区から出馬するが自由民主党の石原伸晃に再び敗れ、落選。
- 2015年 - 民主党から引退勧告、次期選挙の公認を外され離党。
- 2016年 - 政治団体「国民怒りの声」に入党。第24回参議院議員通常選挙に比例区から出馬するも落選[9][10][11]。
- 2017年 - 第48回衆議院議員総選挙に東京8区から無所属で出馬。結果は得票率4.7%で得票数が11,997票の6人中5位で落選[12]。法定得票[13] に達せず、かつ供託金も没収[14] となった。
- 2019年 - 5月に国民民主党に入党。第25回参議院議員通常選挙に同党公認で比例区より出馬するも[15]、落選。
- 2020年12月 - 第49回衆議院議員総選挙に東京17区から国民民主党公認で出馬することが内定する[16]。
- 2021年10月 - 東京17区から出馬も自由民主党前職の平沢勝栄に惨敗で4候補中4位で（供託金は返還）、国民民主党が比例東京ブロックで議席を獲得しなかったため比例においても落選。
- 2021年12月 - 次期衆院選に再び東京17区から国民民主党公認で出馬することが内定する[17]。
- 2024年10月 - 第50回衆議院議員総選挙に東京17区から国民民主党公認で出馬。自民党から公認を得られず無所属で出馬した平沢勝栄には及ばなかったが、4候補中2位で比例東京ブロックで復活当選した[18]。2010年の参議院議員選挙落選以来、実に14年ぶりの国政復帰となった。

## 主張・活動
- 2003年、超党派の「母と子支援議員連盟」事務局長（会長：丹羽雄哉衆議院議員）として「母子家庭の母の就業の支援に関する特別措置法」を成立させた。
- 2006年4月26日に東京・永田町の参議院議員会館で行われた「共謀罪に反対する超党派国会議員と市民の緊急院内集会」で呼びかけ人を務めた[19][20]。
- 2007年1月31日、柳澤伯夫厚生労働相が女性を「子どもを産む機械」と発言した問題で、柳澤の罷免を求める集会の呼びかけ人を務めた。
- 2007年11月7日、産科医・助産師の養成数を増やすと共に、助産所の嘱託医・連携医療機関を政府および地方公共団体が確保することなどを求める「身近な地域での安心して産める場所の確保に関する請願」の紹介議員となる。本請願は参議院厚生労働委員会および本会議における審査の結果、採決された（内閣送付）。
- 2008年5月12日、ガソリン税など道路関係諸税を今後10年間道路財源に充てることなどを規定する道路整備費の財源等の特例に関する法律の一部を改正する法律案に対し、参議院財政金融委員会において反対討論を行う。
- 2008年5月30日、ハンセン病問題の解決を図るため、請願の紹介議員となる。本請願の提唱団体は、全国ハンセン病療養所入所者協議会。本請願は本会議においてにおける採決の結果、採択（内閣送付）された。

## 政策
- 1999年8月11日の参議院本会議において、犯罪捜査のための通信傍受に関する法律の反対演説を2時間8分行った（牛タン戦術）。当時の国会における演説時間としては戦後最長であった。国内における反対演説の最長記録は、1929年の帝国議会（衆議院）における武富濟の5時間30分。戦後の最長記録は、2004年6月4日の参議院本会議における森裕子（民主党）の3時間1分。
- 選択的夫婦別姓制度をはじめとする民法改正の推進に取り組んでいる[21][22]。円は国会に選択的夫婦別姓制度の議員立法を初めて提出した議員である[23]。
- 女子差別撤廃条約選択議定書批准に賛成[24]。

## 人物

### シベリア抑留問題の解決について
「戦後強制抑留者問題解決促進議員連盟」会長として、戦後、満洲の日本人がソ連に抑留され、強制労働させられた問題（いわゆるシベリア抑留問題）の被害者を救済する法律の成立に向け、中心的な役割を果たしている。

### 繰上当選について
1992年、参議院議員選挙で比例代表区に日本新党名簿7位として立候補したが、日本新党の当選枠が4人だったため落選した。翌1993年、同党の比例名簿順位5位だった松崎哲久が除名処分で比例名簿から除外され、さらに、比例上位で当選していた細川護煕・小池百合子両参議院議員が同年7月の総選挙立候補で失職となったため、円が繰り上げ当選により参議院議員となった。この際、除名された松崎が除名処分による比例名簿からの除外は無効だと主張し、自らの当選と円より子の当選無効の訴えを起こした（日本新党繰上補充事件）ものの、最高裁において円の当選は問題なく有効との判決が出た。

## 金融政策
- 2004年、女性として初の参議院財政金融委員長に就任。2024年現在歴代で女性唯一となっている。
- バブル崩壊後の長期経済停滞について、財政金融政策による経済成長軌道の回復を一貫して訴えている。
- 過去の円売りドル買いの為替介入について、その効果を冷静に検討するべきとの立場。
- 日銀による超低金利政策の効果と是非、すなわち低金利により投資を促進し、経済を活性化すると同時に、政府の国債利払い費の抑制という政策目的とその効果を、低金利により本来国民の金融資産から国民が得るべき金利収入が失われている負の効果と比較し、冷静に検討するべきとの立場。
- 対ドルの円レートを、円安に維持して輸出刺激を図ることと、日本の購買力や国家の経済規模が減殺されることの影響を、冷静に比較衡量すべきとの立場。特に、インフレーション（=貨幣価値の減殺）が進んだ米ドルに対する日本円の名目レートを安く維持することは、実際の通貨価値以上に円の価値を安くすることであると指摘し、強い円によっても活力を維持する経済構造への転換を進めるべきと主張。

## その他
- 愛読書は、アン・モロー・リンドバーグ『海からの贈り物』[4]。
- 趣味は「読書・囲碁・スキー・テニス」[4]。

## 議員連盟
- アムネスティ議員連盟
- 共謀罪に反対する超党派国会議員と市民の集い（呼びかけ人）[26]
- 母と子支援議員連盟（事務局長）
- 戦後強制抑留者問題解決促進議員連盟（シベリア議連）（会長）

## 主な著書
- 『愛に渇いた人々』白石書店、1983年10月。NDLJP:12127664。
- 『妻たちの静かな反乱 : 女が離婚を考えるとき』コンパニオン出版、1984年7月。NDLJP:12127373。
- 『夫、あぶない! : 神話をさまよう男たち』文化出版局、1987年5月。NDLJP:12127605。
- 『主婦症候群』（ちくま文庫）
- 『ターニングポイント』（新潮社）
- 『どういう子に育てたいですか』（主婦と生活社）
- 『一人でも変えられる』（日本評論社）
- 『30代は二度こない 子どもとキャリアどちらもほしい』（ミネルヴァ書房）
- 『女と通貨と政治文化─失われた二十年をこえて』（第一法規）
- 『円テーブルの家族』（文化出版局）
- 『ママ、笑ってごらん』（ネスコ・文藝春秋）
- 『40歳からの夫と妻の向き合い方』（大和書房）
- 『夫と妻がもっとわかりあうために』（大和書房）
- 『子育てが終わった夫婦のための本』（大和書房）
- 『ママの離婚』（ちくま文庫）
- 『夫婦が離婚する理由、しない理由』（大和書房）
- 『ママの離婚―子どものためのプログラム』 （ちくま文庫）
- 『再婚時代』（ちくま文庫）

## 選挙
| 当落 | 選挙                     | 執行日         | 年齢 | 選挙区       | 政党         | 得票数    | 得票率 | 定数 | 得票順位 /候補者数 | 政党内比例順位 /政党当選者数 |
| ---- | ------------------------ | -------------- | ---- | ------------ | ------------ | --------- | ------ | ---- | ------------------ | ---------------------------- |
| 繰当 | 第16回参議院議員通常選挙 | 1992年07月26日 | 45   | 参議院比例区 | 日本新党     | ーー票    | ーー   | 50   | /                  | 7/4                          |
| 当   | 第18回参議院議員通常選挙 | 1998年07月12日 | 51   | 参議院比例区 | 民主党       | ーー票    | ーー   | 50   | /                  | 3/12                         |
| 当   | 第20回参議院議員通常選挙 | 2004年07月11日 | 56   | 参議院比例区 | 民主党       | 13万249票 | ーー   | 50   | /                  | 15/19                        |
| 落   | 第22回参議院議員通常選挙 | 2010年07月11日 | 62   | 参議院比例区 | 民主党       | 5万7009票 | ーー   | 50   | /                  | 26/16                        |
| 落   | 第46回衆議院議員総選挙   | 2012年12月16日 | 65   | 東京都第8区  | 民主党       | 5万4881票 | 19.43% | 1    | 2/4                | 14/3                         |
| 落   | 第23回参議院議員通常選挙 | 2013年07月21日 | 66   | 参議院比例区 | 民主党       | 4万9008票 | ーー   | 50   | /                  | /                            |
| 落   | 第47回衆議院議員総選挙   | 2014年12月14日 | 67   | 東京都第8区  | 民主党       | 7万3348票 | 30.02% | 1    | 2/4                | 9/3                          |
| 落   | 第24回参議院議員通常選挙 | 2016年07月10日 | 69   | 参議院比例区 | 国民怒りの声 | 2万496票  | ーー   | 50   | /                  | 2/0                          |
| 落   | 第48回衆議院議員総選挙   | 2017年10月22日 | 70   | 東京都第8区  | 無所属       | 1万1997票 | 4.71%  | 1    | 5/6                | /                            |
| 落   | 第25回参議院議員通常選挙 | 2019年07月21日 | 72   | 参議院比例区 | 国民民主党   | 2万4709票 | ーー   | 50   | /                  | 8/3                          |
| 落   | 第49回衆議院議員総選挙   | 2021年10月31日 | 74   | 東京都第17区 | 国民民主党   | 3万103票  | 12.65% | 1    | 4/4                | 2/0                          |
| 比当 | 第50回衆議院議員総選挙   | 2024年10月27日 | 77   | 東京都第17区 | 国民民主党   | 5万1975票 | 28.03% | 1    | 2/4                | 1/3                          |